# Aya Hirano
Pour les articles homonymes, voir Hirano.
Aya Hirano (平野綾, Hirano Aya), née le 8 octobre 1987 à Nagoya dans la préfecture d'Aichi au Japon, est une seiyū et chanteuse ayant joué pour plusieurs anime, visual novels, et publicités télévisées dans son pays natal.

## Biographie
Elle débute en 2002 en tant qu'idole japonaise, membre du groupe féminin de J-pop Springs, qui se sépare en 2003. Elle est surtout connue depuis 2006, quand elle fut choisie pour incarner la voix de Haruhi Suzumiya, la protagoniste de la série d'anime Suzumiya Haruhi no yūutsu, la popularité de la série est telle qu'elle augmenta également la popularité d'Hirano et lança sa carrière. Son single Bōken desho desho?, contenant le thème du générique du début de la série, fut épuisé le jour de sa sortie au Japon.
S'ensuivent le travail de seiyū de deux personnages principaux d'anime basés sur des mangas : Reira dans Nana et Misa dans Death Note.
Sa popularité grandissante est confirmée aux premiers Prix seiyū, où elle gagna le prix de meilleur espoir féminin pour son travail dans Suzumiya Haruhi no yūutsu ; le même rôle lui valut le prix de meilleur personnage principal féminin. À la même cérémonie elle fut nommée pour meilleur second rôle féminin, ainsi que deux fois pour meilleur single (dont le solo Bōken desho desho?, l'autre étant pour le single Hare hare yukai).
Sa popularité a arrêté de croître à la suite de plusieurs scandales et un acharnement médiatique contre elle en 2011.
Elle annonce le 3 janvier 2024 son mariage avec l'acteur Masashi Taniguchi. Le 11 septembre 2024, elle annonce à la suite d'un rapport du magazine Bunshun sur leur relation, qu'elle discute avec Masashi et des avocats un prochain divorce par consentement mutuel pour cause de violences conjugales,.

## Rôles

### Anime
- Bakuten Shoot Beyblade G Revolution : MingMing
- Battle B-Daman (ja) : Charat
- Battle B-Daman: Fire Spirits : Pheles
- Busō renkin : Mahiro Muto
- Canvas 2 ~Niji Iro no Sketch~ : Sumire Misaki
- Chiko l'héritière de Cent-Visages : Chiko (Chizuko)
- Danganronpa 3: The End of Kibōgamine Gakuen : Monaca Tōwa
- Death Note : Misa Amane
- Dragon Ball Super : Dendé
- Dragon Ball Z Kai : Dendé
- Eyeshield 21 :  Mamori Anezaki
- Fairy Tail :  Lucy Heartfillia et narratrice preview des prochaines épisodes (depuis l'épisode 227)
- Fairy Tail: 100 Years Quest : Lucy Heartfillia
- Galaxy Angel-Rune : Kahlua / Tequila Marjoram
- Gakuen Utopia Manabi Straight! : Mei Etoh
- Himawari! : Shikimi
- Hyakko : Ayumi
- Itsudatte my Santa : Mai
- Kiseijuu: Sei no Kakuritsu : Migi
- Kiddy Grade : Lumière
- Kimi ni Todoke : Kurumizawa "Kurumi" Ume
- Black Butler (saison 2) : Hannah Anafeloz
- Lucky ☆ Star : Konata Izumi
- La Mélancolie de Haruhi Suzumiya : Haruhi Suzumiya
- Nana : Reira Serizawa
- Nurarihyon no Mago : Kana Ienaga
- Queen's Blade: Rurō no Senshi : Nanael
- The Qwaser of Stigmata : Kurae Ekaterina ("Katia")
- Renkin 3-kyū Magical ? Pokān : Pachira
- Saint Seiya: The Lost Canvas : Sasha/Athena
- School rumble : Yoko Sasakura (2nd saison)
- Sumomo mo Momo mo : Sanae Nakajima
- Tenshi no shippo : Saru no Momo (singe)
- Zettai Karen Children : Kaoru Akashi
- Hunter x Hunter : Menchi
- Parasite (manga) : Migi
- Sonikku Ekkusu Miitopia : Amerurin (Amel-Lynn)
- One Piece : Lilith (Punk-02)

### Jeux vidéo
- Yakuza 4 : Hana
- Assassin's Creed II (Version japonaise)
- Danganronpa Another Episode: Ultra Despair Girls : Monaca
- Eyeshield 21 MAX DEVILPOWER! : Mamori Anezaki
- Eyeshield 21 Playing American Football! Ya! Ha! : Mamori Anezaki
- Eyeshield 21 Portable Edition : Mamori Anezaki
- Finalist : Honoka Serizawa
- Galaxy Angel II : Kahlua/Tequila Marjoram
- Tenshi no shippo : Saru no Momo
- Eternal Sonata : Polka
- La Série des Suzumiya Haruhi : Haruhi Suzumiya
  - Suyumiya Haruhi no Yakusoku (PSP)
  - Suzumiya Haruhi no Tomadoi (PS2)
  - Suzumiya Haruhi no Gekidou (Wii)
  - Suzumiya Haruhi no Heiretsu (Wii)
  - Suzumiya Haruhi no Chokuretsu (NDS)
- Sigma Harmonics : Neon Tsukiyomi
- Tales of the World: Radiant Mythology 3 : Kanonno Grassvalley
- Zettai Karen Children DS: Dai 4 no Children : Kaoru Akashi
- Dissidia 012: Final Fantasy : Prishe
- CatherineFullBody : Rin

### Télévision
- Multiple Personality Detective Psycho - Kazuhiko Amamiya Returns : Lolita

- Psycho détective à personnalité multiple Retour de Kazuhiko Amemiya (2000, WOWOW ) - Rôle de Lolita °C
- 65e anniversaire de la naissance de Sazae-san Nouvel An Spécial Sazae-san (Janvier 2011, 1, Fuji TV ) -Future Kaori
- Muse Mirror (1er janvier 2012-14 juin, Nippon Television ) - Urara Ayabuki
- Est-ce une idole neuf !? (1er janvier 2012-11 mars, NTV) -Mari Gonda
- Police des enfants (6 juin 2012, SCT ) - Maiko Hayashi
- L'homme courageux Yoshihiko et la clé de l'esprit maléfique (10 octobre 2012, TV Tokyo ) - en tant qu'allié
- Monday Golden Tax Inspector, Taro Window's Case Book 25 (7 juillet 2013, TBS) -Erina Fukudome
- Urero☆Infinite Girl (1er janvier 2016, TV Tokyo) -Reika
- Voice Spring! (4 avril 2021-29 juillet, NTV) - Rôle Iwao
- La naissance d'une héroïne ! Femmes dramatiques "Singer Minako Honda x Aya Hirano" (12 décembre 2022, NHK General Television ) -Minako Honda (Également apparue dans la partie documentaire)
- Jouer une vie (31 mars 2023, Fuji TV)
- Écoutez les vagues (4 avril 2023 -, TV Asahi) - Madoka Kayashiro

## Discographie

### Singles
- Breakthrough (2006) — thème du générique du début de Finalist (jeu vidéo PS2)
- Bouken desho desho? (2006) — thème du générique du début de Suzumiya Haruhi no Yūutsu
- Hare Hare Yukai (2006) — thème du générique de fin de Suzumiya Haruhi no Yūutsu
- Suzumiya Haruhi no Tsumeawase (2006) — chanson de Suzumiya Haruhi no Yūutsu
- Haruhi Suzumiya Character Single (2006)
- Ashita no Prism (2006)
- Saikyo Pare Parade (2006)
- Mei Etô character single (2006)
- Sanae Nakajima character single (2006)
- Misa No Uta (2006) -- Chanson de l'épisode 25 de Death Note
- Motteke! Sailor Fuku (2007) — thème du générique de début de Lucky ☆ Star
- LOVE★GUN (2007)
- NEOPHILIA (2007)
- MonStAR (2007)
- unnamed world (2008)
- Set me free/Sing a Song! (2009)
- Super Driver (2009) — thème du générique de début de Suzumiya Haruhi no Yūutsu 2nd season
- Tomare! (2009) — thème du générique de fin de Suzumiya Haruhi no Yūutsu 2nd season
- Haruhi Suzumiya New Character Single (2009
- Hysteric Barbie (2010)
- ～This Place～ (Nichijō sanka This Place) - thème du générique de fin de Fairy Tail (OAV 1 à 3)
- Happy Tale avec Sayaka Ohara et Satomi Satō - thème du générique de fin de Fairy Tail (OAV 4 à ?)
- Fragments (2012)
- TOxxxic (2013)
- Promise (2013)

### Albums
- Riot Girl (2008)
- Speed☆Star (2009)
- Aya Museum (2011) Best of
- Fragments (2012)
- Vivid (2014)

## Performances scéniques (sélection partielle)
- 2011 : Wuthering Heights (en) : Catherine
- 2013 / 2015 : Les Misérables : Eponine
- 2014 : Lady Bess : Lady Bess
- 2014 : Mozart! : Constance Weber
- 2015 : Spamalot : la Dame du Lac
- 2019 : Rebecca : Je
- 2020 : Sunset Boulevard : Betty Shaffer
- 2021 : Anything Goes : Irma
- 2022 : Joseph and Amazing Technicolor Dreamcoat : Narratrice
- 2022 : TRUMP ~ Verachicca : Candy Verachicca
- 2023 : Yūta Furukawa ~ The Greatest Concert vol.2 - A Musical Journey : invitée

### Source
- (en) Cet article est partiellement ou en totalité issu de l’article de Wikipédia en anglais intitulé « Aya Hirano » (voir la liste des auteurs).